# رود وورونیا
رود وورونیا (انگلیسی: Voronya) یک رودخانه در استان مورمانسک کشور روسیه است.